# Altstraße Neuss–Herdecke
Die Altstraße Neuss–Herdecke war eine Altstraße zwischen dem Rheinland und Westfalen.
Der Weg war eine wichtige Fernstraße im Frühmittelalter bis in die Neuzeit, die das Rheinland mit den Städten Herdecke und Dortmund verband. Der Verlauf berührte die heutigen Gemeinden Düsseldorf, Erkrath, Haan, Solingen, Wuppertal und Schwelm. Hier traf der Weg den aus Köln kommenden Heerweg Köln–Dortmund und vereinigte sich mit ihm.
Der Weg wird in der Literatur nicht einheitlich genannt, zum Teil wird die Altstraße Römerweg genannt. Die Strecke Wuppertal–Hagen–Herdecke ist auch als Wupper–Ennepe-Straße bekannt, der Abschnitt im Raum Hagen wird als Teil der Straße Köln–Berlin bezeichnet.
Im Mittelalter dürfte der Weg die Verbindung zwischen dem Kanonissenstift Gerresheim und dessen zu Abgaben verpflichteten Gut in Sonnborn gedient haben. Außerdem wurde der Weg für Wallfahrten zwischen Gräfrath und Düsseldorf benutzt.

## Verlauf
Düsseldorf
Von den Rheinübergängen vom linksrheinischen Neuss kommend, strebt der Weg südlich des Bahnhofes Düsseldorf-Gerresheim der Bahnstrecke Düsseldorf-Derendorf–Dortmund Süd bei Knuppertsbrück mit dem Heidberg beginnenden Höhenrücken zu. Auf dem Heidberg wurden einige Wälle mit Gräben entdeckt, die noch nicht vollständig erforscht sind. Über den langgezogenen Bergrücken zieht sich auch ein Weg, der zum Teil als Hohlweg erhalten ist. Bei Hochscheidt berührt er das Gemeindegebiet von Erkrath.
Erkrath
In Erkrath-Hochscheidt lautet der volkstümliche Name des Weges Römerweg und berührt bei Rathelbeck den in Süd-Nord-Richtung verlaufenden Mauspfad. Der weitere Verlauf der Trasse läuft über den Korresberg, dort ist amtlich eine Straße als Römerweg benannt und ist in der älteren Literatur bezeugt. In älteren Stadtplänen trägt der Streckenverlauf den Namen Die alte Straße. Über Hochdahl und Millrath verläuft die Trasse weiter nach Westen. Die Höhenstrecke von Heidberg und Korresberg ist auf der Karte Topographia Ducatus Montani (1715) von Erich Philipp Ploennies nicht verzeichnet, der Hauptverkehr benutzte wohl damals bereits eine Strecke Gerresheim–Unterbach und Gerresheim–Erkrath–Hochdahl. Auf der detaillierteren Wiebeking-Karte von 1789/92 ist die Höhenstrecke eingezeichnet.
Haan
Von Erkrath-Millrath kommend liegen im Gemeindegebiet Haan die Straßenläufe der Millrather, Gruitener und Gräfrather Straße auf diese Altstraße. Bei Maiseiche, in der Nähe des Wasserbehälter Bolthausen, wird das Gemeindegebiet Solingen berührt und eine weitere Altstraße von Zons am Rhein stieß an diesem Weg.
Wuppertal
Die Altstraße führte im Wuppertaler/Solinger Grenzgebiet auf den heutigen Straßen Höhe und Roßkamper Straße am Haus Grünewald vorbei, im Klosterbusch bei Schieten, Boltenheide bog der Weg nach Norden ab und stieg die Hanglage ab. Hier im Wald sind mehrere Hohlwege und Wälle erhalten. Bei der Schlieffenstraße/Werderstraße vorbei am Rittergut Hammerstein bis nach Grotenbeck unmittelbar am Flussbogen der Wupper. An der Wupper bis nach Sonnborn, dort nicht weiter der Wupper entlang, sondern wieder über die Höhenlagen (Kirberg mit der Kirchhofstraße). Danach stieß der Weg, die vom nördlichen Düsseldorf über Mettmann kommend, auf der Altstraße aus dem Westen. Der Weg setzt sich über den Nützenberg als Nützenberger Straße fort und erreicht das Zentrum von Elberfeld und dem ehemaligen Tafelhof und Burg Elberfeld. Über Barmen ging der Weg weiter nach Schwelm.
Schwelm
Hier traf der Weg den aus Köln über Lennep und Beyenburg kommenden Heerweg Köln–Dortmund und führte weiter nach Gevelsberg, Hagen und Herdecke zum östlichen Hellweg.